# پورتوگالته
پورتوگالته (به اسپانیایی: Portugalete) یک دهستان و شهر در اسپانیا است که در Greater Bilbao واقع شده‌است. پورتوگالته ۳٫۲۱ کیلومتر مربع مساحت و ۴۷٬۷۵۶ نفر جمعیت دارد و ۲۶ متر بالاتر از سطح دریا واقع شده‌است.